# Ніколаос Тріандафіллакос
Ніко́лаос Тріандафілла́кос (грец. Νικόλαος Τριανταφυλλάκος; 28 серпня 1855 — 16 вересня 1939) — прем'єр-міністр Греції часів проведення так званого «процесу шести» 1922 року.

## Політична кар'єра
У грецькому Парламенті представляв Аркадію.
Уряд Протопападакіса було повалено 28 серпня 1922 року через невдачу у війні з турками. Після цього формування нового кабінету було доручено Тріандафіллакосу, колишньому високому представнику Греції в Константинополі.